# صانع (حزم العدين)

تعديل مصدري - تعديل

صانع محلة تابعة لقرية رحض، التابعة لعزلة بني اسعد بمديرية حزم العدين إحدى مديريات محافظة إب في الجمهورية اليمنية، بلغ تعداد سكانها 21 حسب تعداد اليمن لعام 2004.